# Mussaenda dranensis
Mussaenda dranensis är en måreväxtart som beskrevs av Herbert Fuller Wernham. Mussaenda dranensis ingår i släktet Mussaenda och familjen måreväxter. Inga underarter finns listade i Catalogue of Life.